# Frans Pointl
Frans Pointl (Amsterdam, 1 augustus 1933 – aldaar, 1 oktober 2015) was een Nederlandse schrijver.
Pointls verhalenbundel De kip die over de soep vloog maakte hem in 1989 op slag bekend en leverde hem onder meer een nominatie voor de AKO Literatuurprijs op. Dit boek is tevens zijn bekendste werk. In 2019 is over zijn leven een biografie verschenen.

## Biografie
Pointl werd geboren als enige (wettige) zoon tijdens het huwelijk van kunstschilder en cineast Christiaan Pointl (1889-1966) en Rebecca van Dam (1889-1953), een Joodse pianiste. Het gezin verhuisde naar Heemstede. Pointls ouders scheidden in 1938 waarna hij in een kindertehuis werd ondergebracht. In 1942 werden zijn moeder en hij door de Duitse bezetter gedwongen naar Amsterdam te verhuizen. Om aan deportatie te ontkomen doken beiden onder. Na de oorlog woonden ze samen op een kamer aan de Stalinlaan, de huidige Vrijheidslaan in Amsterdam. De jonge Pointl zorgde voor zijn 44 jaar oudere moeder, die door de oorlog zwaar getraumatiseerd was geraakt. Na haar dood in 1953 had hij talrijke kantoorbaantjes, ten slotte stopte hij met werken.
Pointl debuteerde in 1959 met de dichtbundel Afscheid van laatste lente. Op 55-jarige leeftijd begon hij aan de verhalenbundel De kip die over de soep vloog, die een jaar later uitkwam. Een interview in het televisieprogramma 'Hier is... Adriaan van Dis' maakte hem op slag bekend. Hierna volgden nog diverse bundels autobiografische verhalen.
Pointl woonde in Amsterdam en was lang in het gezelschap van twee zwerfkatten. In augustus 2008 publiceerde hij bij zijn 75e verjaardag Poelie de verschrikkelijke, een bundel met kattenverhalen en kattengedichten. In 2013 verscheen op zijn tachtigste verjaardag zijn boek: De laatste kamer. In de enkele interviews die Pointl over dit boek gaf, gaf hij te kennen dat hij hoopte niet lang meer te leven. Hij was inmiddels in het Dr. Sarphatihuis opgenomen. Daar overleed hij in 2015 op 82-jarige leeftijd. In 2016 verscheen nog een bundel met 'nagelaten werk'.

## Over Frans Pointl
- Guus Bauer De weinigen die ik ken: brieven aan Frans Pointl (2004) ISBN 9070532204
- David de Poel De schrijver die over de soep vloog. Het leven van Frans Pointl (2019) ISBN 9789038804699